# Entoloma fridolfingense
Entoloma fridolfingense är en svampart som tillhör divisionen basidiesvampar, och som beskrevs av Machiel Evert ("Chiel") Noordeloos och Lohmeyer. Entoloma fridolfingense ingår i släktet Entoloma, och familjen Entolomataceae. Arten har ej påträffats i Sverige.